# Heterotoma (djur)
Heterotoma är ett släkte av insekter. Heterotoma ingår i familjen ängsskinnbaggar.
Kladogram enligt Catalogue of Life och Dyntaxa:
| Heterotoma | \| \| Heterotoma merioptera \| \| \| \| \| \| Heterotoma planicornis \| \| \| \| |
|            | \| \| Heterotoma merioptera \| \| \| \| \| \| Heterotoma planicornis \| \| \| \| |
|            | Heterotoma merioptera                                                            |
|            |                                                                                  |
|            | Heterotoma planicornis                                                           |
|            |                                                                                  |

## Bildgalleri

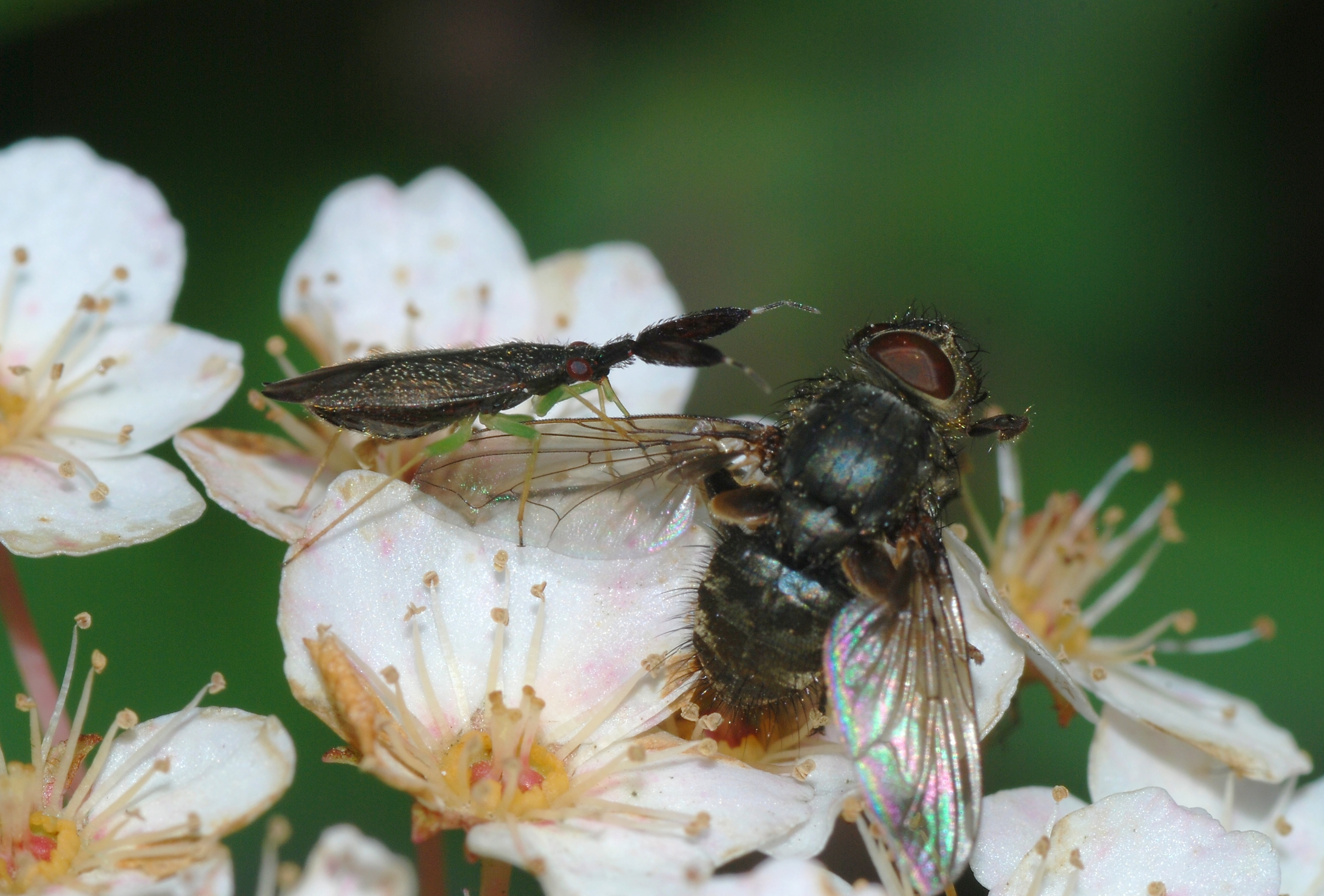
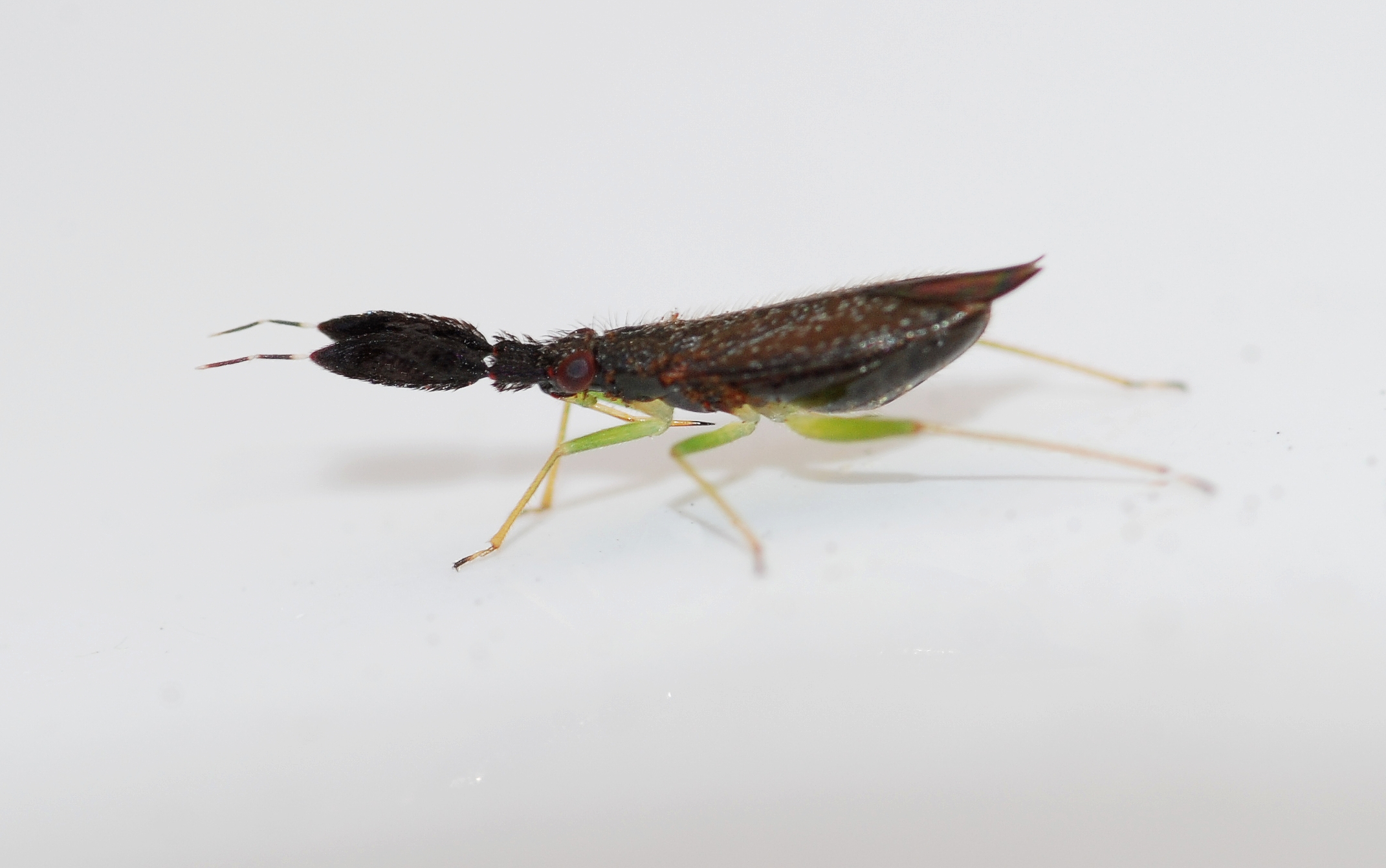
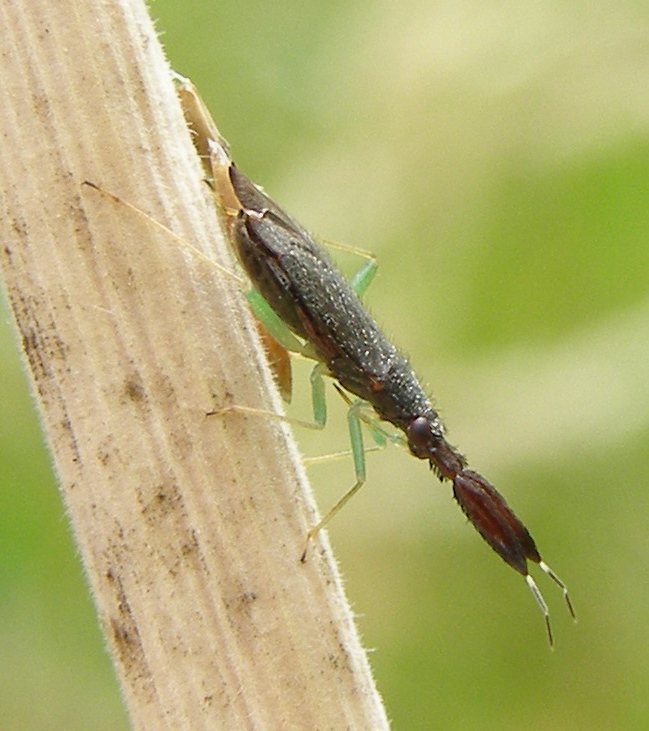
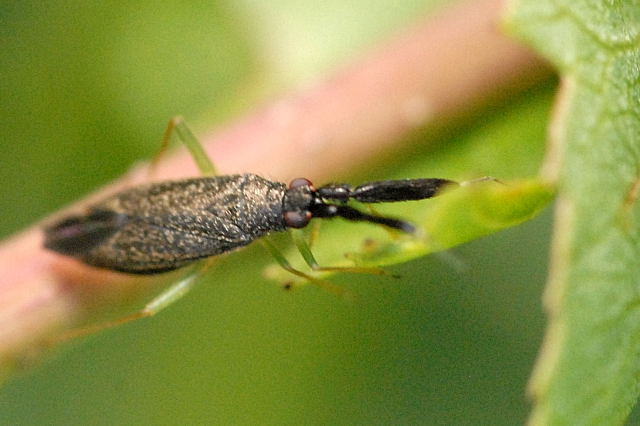
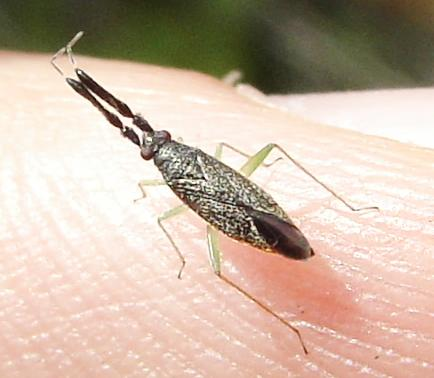
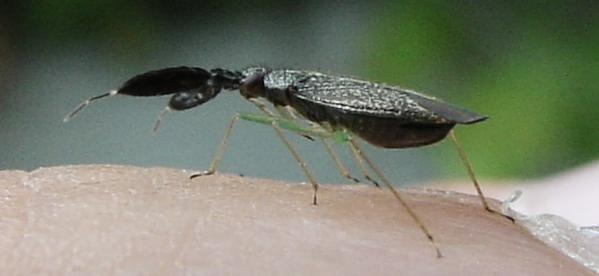